# クリッパー (バンド)
クリッパー（Cripper）は、ドイツ出身のスラッシュメタル・バンド。
女性デスヴォイス・ボーカリストを擁した、モダンなスラッシュメタル・サウンドを展開している。

## 概要・略歴
ニーダーザクセン州南部ヒルデスハイムで活動していたクリスチャン・ブレーヘンホルスト(G)とジョナサン・ステンガー(G)が2005年、州都ハノーファーで女性ボーカリスト ブリッタ・ゲルツらと結成。
2006年、自主制作のEP「Killer Escort Service」を発表。
2007年、自主制作の1stアルバム『Freak Inside』でデビュー。その後「SAOL Records」と契約し、翌年に配給開始。
2009年、2ndアルバム『Devil Reveals』をリリース。以降、スラッシュメタル・バンド「オーヴァーキル」ら有名バンドのツアーに帯同したり、『ヴァッケン・オープン・エア』などの大型フェス出演で知名度を上げる。
2012年、3rdアルバム『Antagonist』をリリース。
2014年、HR/HM系レーベル「メタル・ブレイド・レコーズ」と契約し、4thアルバム『Hyëna』をリリース。
2017年、5thアルバム『Follow Me: Kill!』をリリース。
2018年2月、同年中での解散を発表。解散の原因として、バンド活動において眠れないような状態で、消耗しきってしまったことを挙げている。

## メンバー

### 最終ラインナップ
- ブリッタ・ゲルツ (Britta Görtz) - ボーカル (2005-2018)
- クリスチャン・ブレーヘンホルスト (Christian Bröhenhorst) - ギター (2005-2018)
- ジョナサン・ステンガー (Jonathan Stenger) - ギター (2005-2018)
- ロマ― (Lommer) - ベース (2017-2018)
- デニス・ウェーバー (Dennis Weber) - ドラムス (2005-2018)

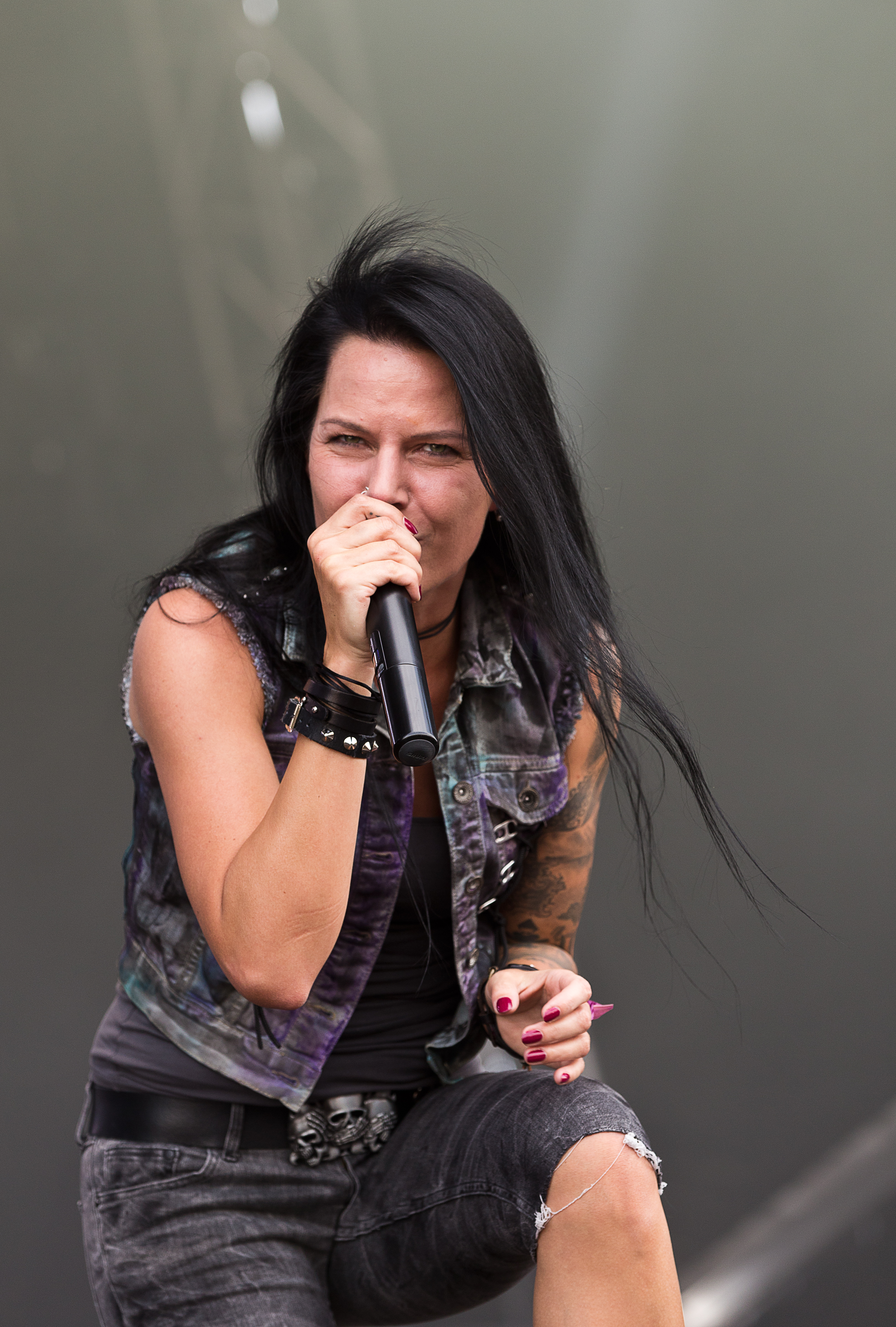
ブリッタ・ゲルツ(Vo) 2015年
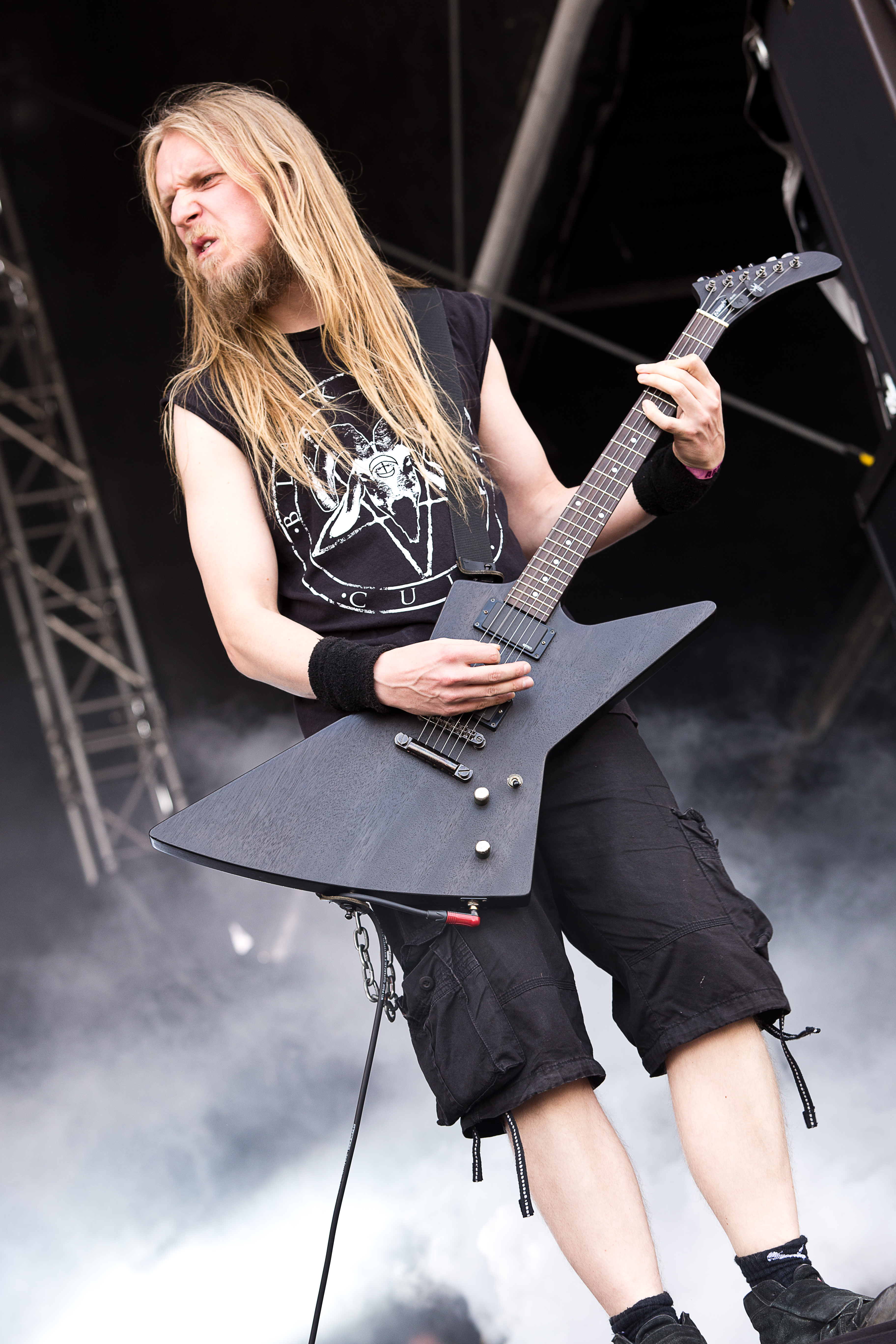
クリスチャン・ブレーヘンホルスト(G) 2015年
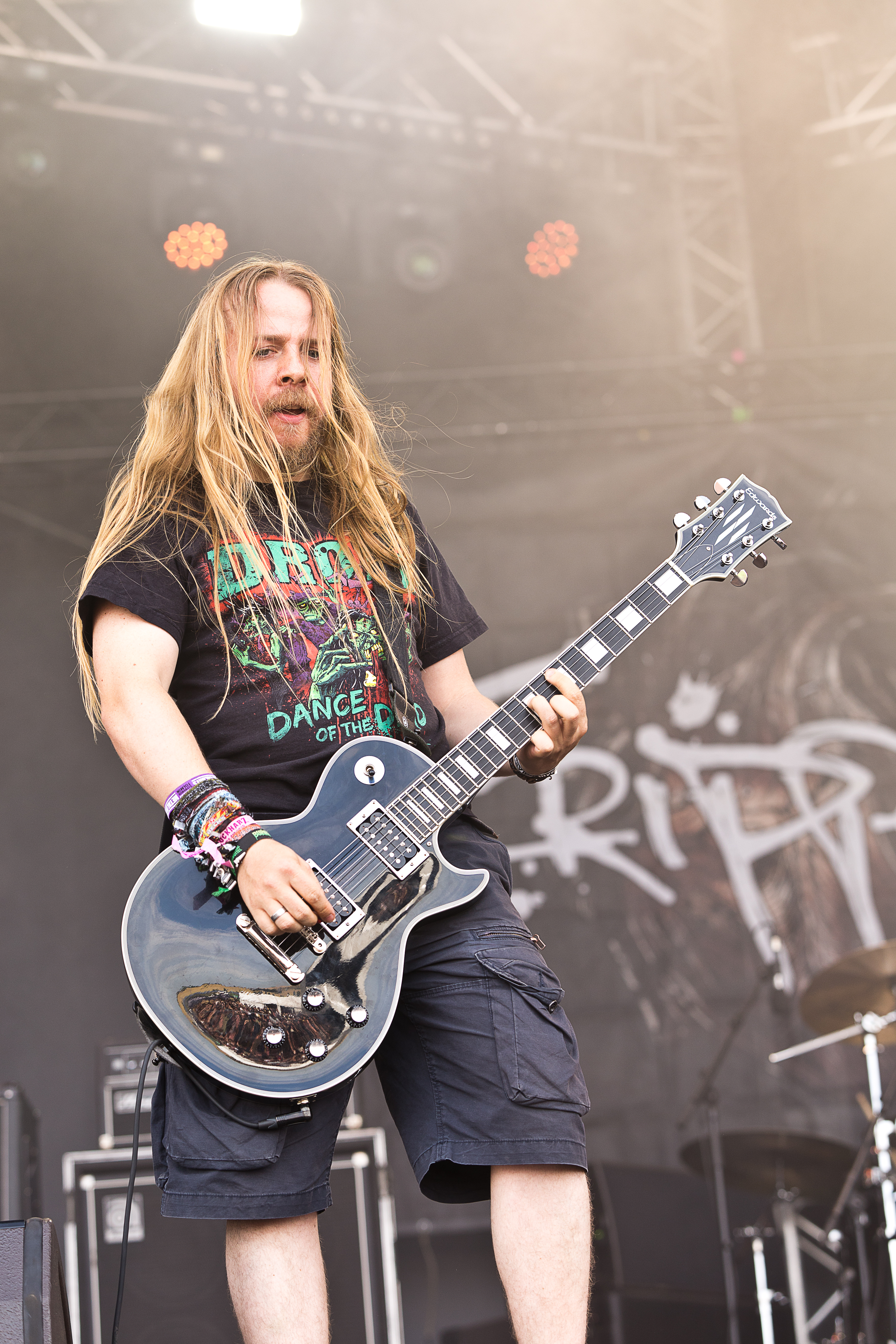
ジョナサン・ステンガー(G) 2015年
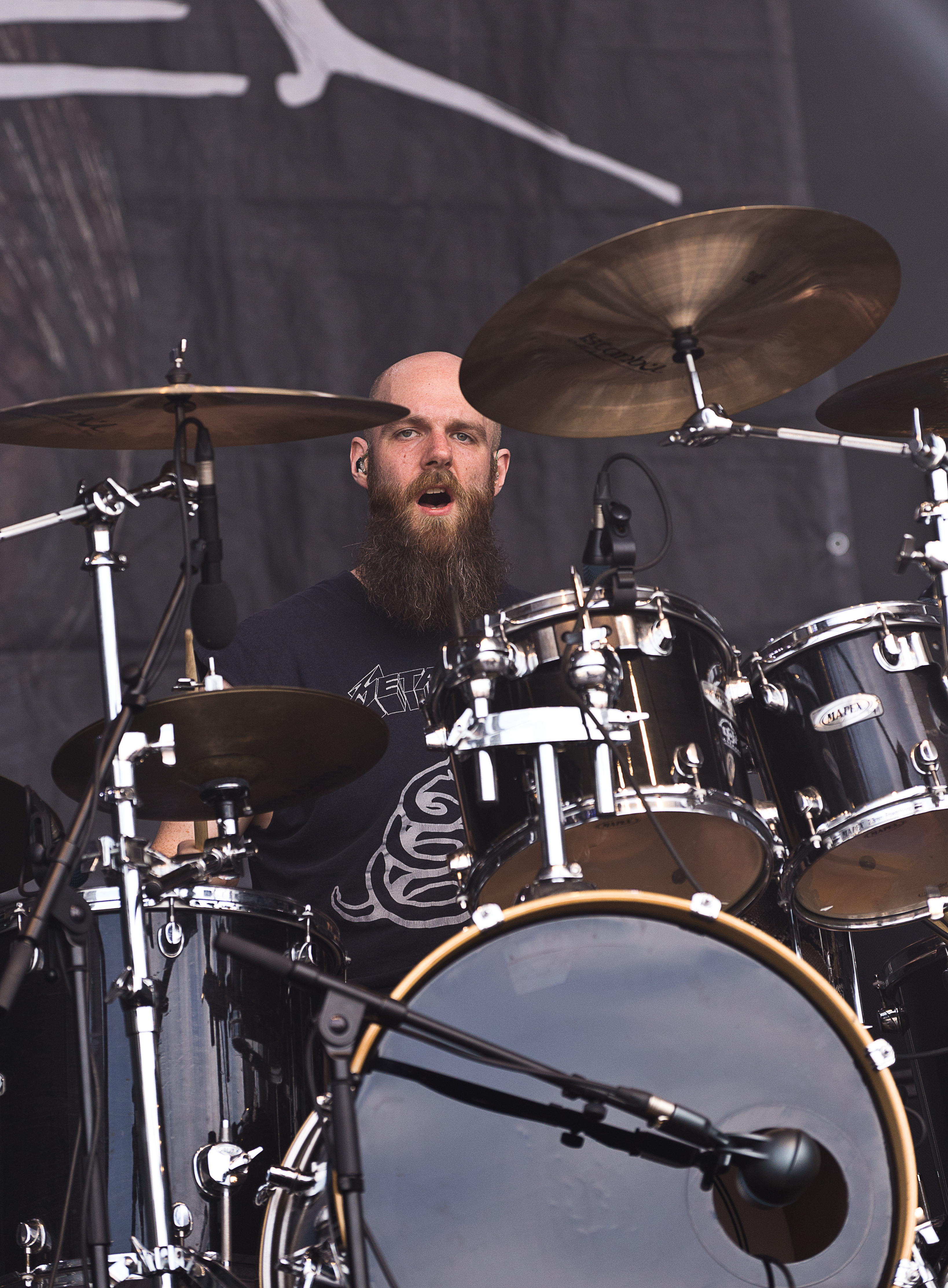
デニス・ウェーバー(Ds) 2015年

### 旧メンバー
- エリック・ヘス (Erik Hess) - ベース (2005)
- トーマス・マイヴァルト (Thomas Maiwald) - ベース (2005-2006)
- ソレン・ベッカー (Sören Becker) - ベース (2006-2008)
- バスティアン・ヘルヴィッヒ (Bastian Helwig) - ベース (2008-2012)
- ゲリット・モーマン (Gerrit Mohrmann) - ベース (2012-2017)

## ディスコグラフィ
アルバム
- Freak Inside (2007)
- Devil Reveals (2009)
- Antagonist (2012)
- Hyëna (2014)
- Follow Me: Kill! (2017)

EP
- Killer Escort Service (2006)